# De Rechtvaardige Rechters (radio- en televisieprogramma)
De rechtvaardige rechters was een wekelijks humoristisch televisieprogramma dat van september 2001 tot 2006 werd uitgezonden op Canvas. Later dat jaar keerde het programma in een gewijzigde opzet terug onder de naam De rechters. Het is gebaseerd op het gelijknamige radioprogramma dat in 1999 op Radio 1 debuteerde. Sinds zaterdag 31 maart 2018 is het programma weer wekelijks te horen op Radio 2

## Concept
Het programma was een idee van Paul Jacobs, die eerder ook al andere humorprogramma's bedacht, zoals De Perschefs en De Taalstrijd. Een panel van drie komieken leverde samen met de presentator commentaar op actuele krantenberichten en televisiefragmenten. Het programma werd sinds het najaar van 2005 opgenomen in Brasserie De Met in Vilvoorde, daarvoor in volkscafé De Cam in Gooik. De presentator ofwel 'opperrechter' was Jo Van Damme, de drie rechters wisselden; Bert Kruismans, Alain Grootaers, Wouter Deprez, Jean Blaute, Jan Verheyen, de Nederlander Ivo de Wijs, Patrick De Witte, Kurt Van Eeghem, Peter Stevens, Sven Eeckman, Jo De Poorter, Brik Van Dyck en Martin Heylen hebben allen als rechter aan het programma meegewerkt. Verdere medewerkers waren pianist Miguel Wiels en twee zingende barmeisjes die vooral bij het refrein van het rechtvaardige-rechterslied tot hun recht kwamen.
Over opperrechter Jo Van Damme werden vaak grapjes gemaakt met betrekking tot zijn brilmontuur.

## Lied
Elke aflevering werd afgesloten met dit lied. Het werd gecomponeerd door Guido Van Hellemont en Paul Jacobs zorgde voor de tekst van het refrein.
Het lied bestaat uit drie strofen met ludieke teksten aangaande actuele onderwerpen, verzonnen en gezongen door telkens één der drie rechters en wordt telkens gevolgd door het refrein, dat luidt:
Streng, maar rechtvaardig
Niet te zachtaardig
Zet al die zakkenwassers maar eens in hun ondergoed
Streng... het moet!